# Dürrröhrsdorf-Dittersbach
Dürrröhrsdorf-Dittersbach es un municipio situado en el distrito de Suiza Sajona-Montes Metálicos Orientales, en el estado federado de Sajonia (Alemania), a una altitud de 240 metros. Su población a finales de 2016 era de unos 4000 habs. y su densidad poblacional, 97 hab/km².